# Liste der Kulturgüter in Nesslau
Die Liste der Kulturgüter in Nesslau enthält alle Objekte in der Gemeinde Nesslau im Kanton St. Gallen, die gemäss der Haager Konvention zum Schutz von Kulturgut bei bewaffneten Konflikten, dem Bundesgesetz vom 20. Juni 2014 über den Schutz der Kulturgüter bei bewaffneten Konflikten sowie der Verordnung vom 29. Oktober 2014 über den Schutz der Kulturgüter bei bewaffneten Konflikten unter Schutz stehen.
Objekte der Kategorie A sind vollständig in der Liste enthalten, Objekte der Kategorie B sind im Gemeindegebiet nicht ausgewiesen, Objekte der Kategorie C fehlen zurzeit (Stand: 1. Januar 2023).

## Kulturgüter
| Foto |                                                                  | Objekt                                        | Kat. | Typ | Standort                                                        | Beschreibung |
| ---- | ---------------------------------------------------------------- | --------------------------------------------- | ---- | --- | --------------------------------------------------------------- | --- |
| ja   | Datei hochladen · Wikidata zu Kloster Neu St. Johann (Q15823903) | Ehemaliges Benediktinerkloster KGS-Nr.: 08176 | A    | G   | Neu St. Johann, Johanneumstrasse 1, 1.1, 1.2, 3 732888 / 232398 | |
| ja   | Datei hochladen · Wikidata zu Haus (Q29523863)                   | Haus KGS-Nr.: 10142                           | A    | G   | Neu St. Johann, Sidwaldstrasse 6, 8 732937 / 232568             | Dieses Toggenburger Tätschdachhaus wurde im 15. Jahrhundert erbaut. Eine Kammer im Obergeschoss ist komplett mit einer historischen Blockwandmalerei ausgemalt. |
| ja   | Datei hochladen · Wikidata zu Haus Nüssli (Q135479929)           | Haus Nüssli KGS-Nr.: 16691                    | B    | G   | Buebeseggstrasse 2 733293 / 231926                              | |